# Torre de los señores de Bofarull
La Torre de los señores de Bofarull, también conocida como Castillo de Bofarull o Palacio Bofarull, fue una residencia de estilo modernista, que estuvo situada en el actual paseo de Extremadura, a la altura del número 150 (número 142 cuando fue construido el edificio), en la ciudad española de Madrid. Fue proyectada por el arquitecto catalán Josep Puig i Cadafalch en 1910 y, tras sufrir daños de consideración durante la Guerra Civil (1936-1939), se procedió a su derribo en la década de 1940. Sobre su solar fue levantado el Cine Lisboa y, posteriormente, un bingo y un hipermercado.
El inmueble perteneció a Manuel de Bofarull y de Palau, un jurista, notario y político carlista, nacido en Mataró (Barcelona), que fue senador por la provincia de Gerona entre 1910 y 1911. Coincidiendo con su elección como parlamentario, ordenó la construcción de un palacete casi lindante con el antiguo término municipal de Carabanchel, pegado a la valla de la Casa de Campo (Bofarull era amigo de Alfonso XIII e incluso socio en alguna empresa cinematográfica), enclavado en un arrabal de Madrid en plena expansión a principios del siglo XX, la Puerta del Ángel. 
Su arquitecto, uno de los últimos representantes del modernismo catalán, natural también de Mataró, se valió de elementos historicistas (góticos, renacentistas...) para crear una obra a la manera de las casas señoriales catalanas del siglo XV, con dos torres asimétricas, ventanas atrompetadas, galería-mirador, logia, cubierta de tejas árabes e, incluso, una barbacana.
La familia Bofarull utilizaba esta residencia con fines vacacionales o de esparcimiento, ya que su domicilio habitual se encontraba en la calle Mayor, en el edificio que hubo previamente a la Casa Palazuelo.